# 철의 사나이
《철의 사나이》(폴란드어: Człowiek z żelaza, 영어: Man of Iron)는 폴란드에서 제작된 안제이 바이다 감독의 1981년 드라마 영화이다. 제르지 라지빌로비츠 등이 주연으로 출연하였다.

## 줄거리
대리석 인간의 영웅 마테우시 비르쿠트의 아들인 활동가 마체크 톰치크는 그단스크에서 공산당 당국에 맞서 조선소 파업을 이끌고 있다. 라디오 위원회 부위원장은 라디오 기자 빈켈에게 톰치크를 조사하고 그에 대한 불리한 정보를 찾으라고 지시한다. 빈켈은 그단스크로 보내지고, 그곳에서 당국의 감시를 받는다.
파업 참가자들은 빈켈이 조선소에 접근하는 것을 허용하지 않지만, 그는 친구 지데크를 만난다. 지데크는 대학 시절 톰치크를 알았으며, 나중에 톰치크의 아버지 마테우시 비르쿠트가 아들이 1968년 3월 학생 시위에 참여하는 것을 허락하지 않았다고 이야기한다. 다른 소식통에 따르면, 톰치크는 비르쿠트 자신이 1970년 12월 시위 중에 사망했다는 것을 알게 된다. 빈켈은 파업 참가자들의 대의에 점점 더 공감하게 되지만, 당국의 압력 아래 조사를 계속한다.
아버지의 죽음 이후, 톰치크는 비르쿠트의 유명한 스타하노프 운동 영웅으로서의 경력에 대한 다큐멘터리를 만들 때 만났던 아그네시카와 결혼했다. 빈켈은 이제 파업을 지지했다는 이유로 경찰에 구금된 아그네시를 방문한다. 아그네스는 톰치크와의 로맨스와 결혼, 그리고 노동자 권리를 위한 그들의 투쟁을 설명한다.
과거 음주 운전 사고로 비밀 경찰에게 협박을 당했음에도 불구하고, 빈켈은 결국 자신의 임무를 완수하기를 거부하고 직장을 사임한다. 그는 조선소에 입원하여 파업 참가자들과 합류한다. 정부 대표단은 레흐 바웬사와 다른 파업 참가자들과 합의에 도달하고, 발표 중 아그네스는 톰치크와 눈물로 재회한다. 정부 관계자는 이 합의가 "단지 한 조각의 종이"에 불과하다고 경고하지만, 톰치크는 아버지의 기념비에 파업 참가자들이 "가장 힘든 시기를 헤쳐나왔다"고 말한다.

## 출연

### 주연
- 제르지 라지빌로비츠
- 크리스티나 얀다

### 조연
- 프란시스젝 트르제시악
- 자누스 가조스

## 기타
- 미술: 알란 스타스키
- 의상: 위슬라와 스타스키